# RBW (công ty)
RBW (tiếng Hàn: 알비더블유; một từ viết tắt của Rainbow Bridge World) là một công ty giải trí của Hàn Quốc được thành lập bởi Kim Jin-woo (Hangul: 김진우) và Kim Do-hoon (tiếng Hàn: 김도훈). Công ty có nhiều công ty con, bao gồm Cloud R, RBW Vietnam, All Right Music, RBW Japan và WM Entertainment.

## Nghệ sĩ

### RBW Korea
Nhóm nhạc
- Mamamoo
- Vromance
- ONEUS
- ONEWE
- PURPLE KISS

Nghệ sĩ solo
- Mamamoo
  - Solar
  - Moonbyul
  - Wheein
  - Hwasa
- Jin Ju

| Nhóm nhạc   | Hangul   | Loại hình   | Ngày debut | Số thành viên | Nhóm trưởng | Fandom  |
| ----------- | -------- | ----------- | ---------- | ------------- | ----------- | ------- |
| MAMAMOO     | 마마무   | Idol Group  | 19/06/2014 | 4             | Solar       | Moomoo  |
| VROMANCE    | 브로맨스 | Vocal Group | 11/07/2016 | 4             | Janghyun    | Vrocoli |
| ONEUS       | 원어스   | Idol Group  | 09/01/2019 | 6             | Không có    | To Moon |
| ONEWE       | 원위     | Band        | 13/05/2019 | 5             | Yonghoon    | WeVe    |
| PURPLE KISS | 퍼플키스 | Idol Group  | 15/03/2021 | 7             | Không có    | Plory   |

Nhà sản xuất
- Kim Do-hoon
- Lee Hoon-Sang
- Park Woo-sang
- Cosmic Sound & Cosmic Girl
- Seo Yong-bae
- Hwang Sung-jin
- Lee Sang Ho
- Kim Hyun Gyu
- Choi Gap Won
- Kwon Suk-hong
- Choi Yong-chan
- Yun Young-jun
- Im Sang-hyuck
- Song Jun-ho
- Kim Ki-hyun
- Jeon Da-woon
- Mingkey

### RBW Vietnam
Nghệ sĩ solo
- Jin Ju
- Young Ju (Judy) từng tham gia Idol School (chương trình truyền hình) và tham gia Giọng ải giọng ai (mùa 3) cùng ca sĩ Jang Mi và S.T Sơn Thạch và từng tham gia idol school nhưng không may đã bị loại

### RBW Japan

#### Thực tập sinh
- Ikumi Hiroto ( thí sinh tham gia "Sáng Tạo Doanh 2021" . Bị loại ở đêm chung kết với thứ hạng 15 chung cuộc)
- Sumita Jumpei ( thí sinh tham gia "Sáng Tạo Doanh 2021" . Bị loại ở vòng công bố thứ hạng lần 1 với thứ hạng 87 chung cuộc)
- Taguchi Keiya ( thí sinh tham gia "Sáng tạo doanh 2021" . Bị loại ở vòng công bố xếp hạng thứ 1 với thứ hạng 78 chung cuộc)
- Ryoma Sasa

### All Right Music
- Im Sang-hyuk (Chủ tịch)
- Big Tray
- Marvel J
- B.O.

### Đồng quản lý
TSN Entertainment
- OBROJECT

DUCKFUSS
- Nghệ sĩ solo
  - Kim Yuna
  - Obze
  - OYEON

## Nghệ sĩ cũ
- Jung Tae-in (sinh năm 1996, cựu thành viên AOM)
- Bang Dae-il (sinh năm 1997, cựu thành viên AOM)
- Jung Sung-ho (sinh năm 1997, cựu thành viên AOM)
- Kim Tae-won (sinh năm 1997, cựu thành viên AOM)
- Jeon Si-won (sinh năm 1998, cựu thành viên AOM)
- Nhóm nhạc D1verse

## Thực tập sinh cũ
| Nghệ danh | Nghệ danh | Tên thật      | Tên thật      | Ngày sinh         | Quốc tịch | Chiều cao               | Vị trí                 |
| Latin hóa | Hangul    | Latin hóa     | Hangul/ Trung | Ngày sinh         | Quốc tịch | Chiều cao               | Vị trí                 |
| --------- | --------- | ------------- | ------------- | ----------------- | --------- | ----------------------- | ---------------------- |
| Jisung    | 희현      | Kim Ji-sung   | 기희현        | 1 tháng 10, 1993  | Hàn Quốc  | 1,77 m (5 ft 9+1⁄2 in)  | Trưởng nhóm, Hát chính |
| Hyosung   | 제니      | Nam Hyo-sung  | 이소율        | 23 tháng 2, 1994  | Hàn Quốc  | 1,75 m (5 ft 9 in)      | Hát phụ                |
| Shijin    | 예빈      | Yoo Shi-jin   | 백예빈        | 5 tháng 11, 1995  | Hàn Quốc  | 1,78 m (5 ft 10 in)     | Rap chính, Visual      |
| Yane      | 은진      | No Bin-go     | 안은진        | 20 tháng 1, 1998  | Hàn Quốc  | 1,80 m (5 ft 11 in)     | Nhảy dẫn, Hát phụ      |
| Heechan   | 채연      | Yang Hee-chan | 정채연        | 31 tháng 7, 1999  | Hàn Quốc  | 1,82 m (5 ft 11+1⁄2 in) | Hát chính              |
| Insuk     | 은채      | Jung Ji-seok  | 권채원        | 29 tháng 7, 2000  | Hàn Quốc  | 1,80 m (5 ft 11 in)     | Nhảy chính, Hát phụ    |
| Junseo    | 솜이      | Park Jun-seo  | 안솜이        | 28 tháng 12, 2001 | Hàn Quốc  | 1,77 m (5 ft 9+1⁄2 in)  | Hát phụ, Makane        |

## XOXO
| Nghệ danh | Nghệ danh | Tên thật        | Tên thật      | Ngày sinh         | Quốc tịch  | Chiều cao               | Vị trí                   |
| Latin hóa | Hangul    | Latin hóa       | Hangul/ Trung | Ngày sinh         | Quốc tịch  | Chiều cao               | Vị trí                   |
| --------- | --------- | --------------- | ------------- | ----------------- | ---------- | ----------------------- | ------------------------ |
| Yanchen   | 은진      | Zhou Yan Chen   | 안은진        | 2 tháng 5, 1996   | Trung Quốc | 1,84 m (6 ft 1⁄2 in)    | Trưởng nhóm, Rap chính   |
| Wooseok   | 이율      | Son Woo-seok    | 이소율        | 8 tháng 3, 1997   | Hàn Quốc   | 1,80 m (5 ft 11 in)     | Hát chính                |
| Jingjang  | 제니      | Jiang Jing Zou  | 이소율        | 30 tháng 11, 1997 | Trung Quốc | 1,78 m (5 ft 10 in)     | Hát phụ                  |
| Jen       | 희현      | Kim Tae-won     | 기희현        | 20 tháng 12, 1997 | Hàn Quốc   | 1,77 m (5 ft 9+1⁄2 in)  | Hát chính                |
| Joy       | 예빈      | Jeon Si-won     | 백예빈        | 2 tháng 1, 1998   | Hàn Quốc   | 1,78 m (5 ft 10 in)     | Nhảy chính, Hát phụ      |
| WY        | 율        | Park Woo-young  | 이소율        | 24 tháng 1, 1998  | Hàn Quốc   | 1,80 m (5 ft 11 in)     | Nhảy dẫn, Rap chính      |
| Seunghyun | 채연      | Choi Seung-hyun | 정채연        | 16 tháng 5, 1998  | Hàn Quốc   | 1,82 m (5 ft 11+1⁄2 in) | Hát dẫn                  |
| Hyunjae   | 이소      | Lee Hyun-jae    | 이소율        | 12 tháng 12, 1999 | Hàn Quốc   | 1,80 m (5 ft 11 in)     | Hát phụ, Visual          |
| Hyunbin   | 은채      | Sung Hyun-bin   | 권채원        | 22 tháng 8, 2001  | Hàn Quốc   | 1,80 m (5 ft 11 in)     | Nhảy dẫn, Rap dẫn, Em út |

- Năm 2016, Joy và Jen đã ra mắt với nhóm AOM nhưng đến đầu năm 2017, nhóm tan rã, hai thành viên chuyển sang công ty M&H Entertainment.
- Năm 2017, Hyunbin tham gia The Unit.
- Năm 2017, Joy và Jen tham gia Mix9 của YG Entertainment.
- Năm 2018, Yanchen và Jingjang tham gia Idol Producer Trung Quốc.
- Năm 2020, Trần Bình bị  công ty cho rời nhóm D1Verse.